# Serrières-en-Chautagne
Serrières-en-Chautagne is een gemeente in het Franse departement Savoie (regio Auvergne-Rhône-Alpes). De plaats maakt deel uit van het arrondissement Chambéry. Serrières-en-Chautagne telde op 1 januari 2022 1.161 inwoners.

## Geografie
De oppervlakte van Serrières-en-Chautagne bedroeg op 1 januari 2022 16,04 vierkante kilometer; de bevolkingsdichtheid was toen 72,4 inwoners per km².

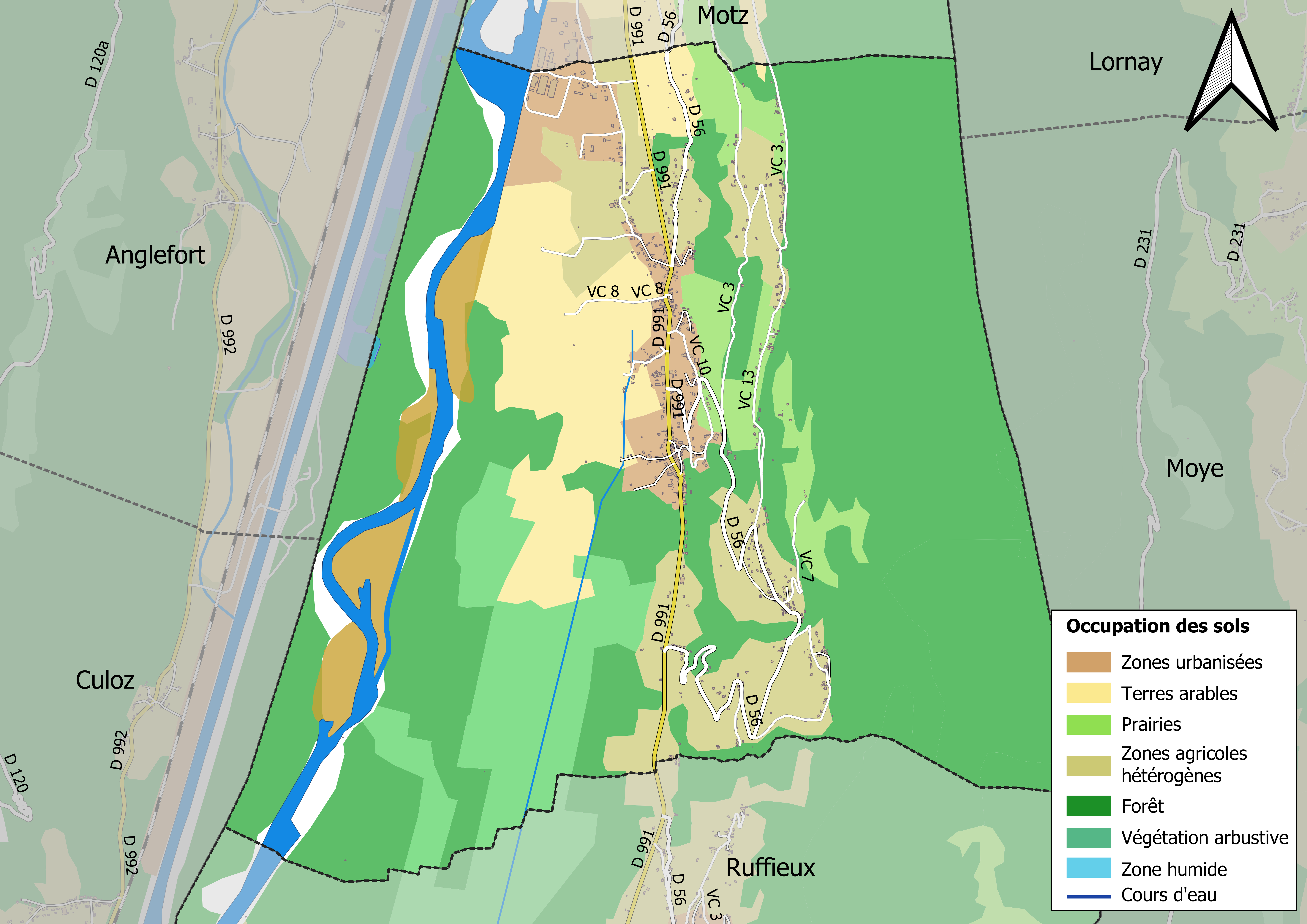
Kaart van de gemeente met de belangrijkste infrastructuur, bodemgebruik en omliggende gemeenten

## Demografie
Onderstaande figuur toont het verloop van het inwonertal (bron: INSEE-tellingen).